# Gyrodactylus aggregata
Gyrodactylus aggregata är en plattmaskart. Gyrodactylus aggregata ingår i släktet Gyrodactylus och familjen Gyrodactylidae. Inga underarter finns listade i Catalogue of Life.